# Arhythmorhynchus eroliae
Arhythmorhynchus eroliae är en hakmaskart som först beskrevs av Yamaguti 1939.  Arhythmorhynchus eroliae ingår i släktet Arhythmorhynchus och familjen Polymorphidae. Inga underarter finns listade i Catalogue of Life.